# Caires
Caires é uma povoação portuguesa sede da Freguesia de Caires do Município de Amares, freguesia com 4,72 km² de área e 878 habitantes (censo de 2021), tendo, por isso, uma densidade populacional de 186 hab./km².

## Demografia
A população registada nos censos foi:
| Distribuição da População por Grupos Etários | Distribuição da População por Grupos Etários | Distribuição da População por Grupos Etários | Distribuição da População por Grupos Etários | Distribuição da População por Grupos Etários |
| -------------------------------------------- | -------------------------------------------- | -------------------------------------------- | -------------------------------------------- | -------------------------------------------- |
| Ano                                          | 0-14 Anos                                    | 15-24 Anos                                   | 25-64 Anos                                   | > 65 Anos                                    |
| 2001                                         | 173                                          | 182                                          | 451                                          | 150                                          |
| 2011                                         | 150                                          | 105                                          | 460                                          | 153                                          |
| 2021                                         | 108                                          | 117                                          | 470                                          | 183                                          |

## Toponímia
De acordo com o linguista José Pedro Machado, o topónimo «Caires» provém do latim, quadris, declinação do étimo quădrus, e significa «quadrado; terreno de formato quadrangular».

## História
Integrava o município de Entre Homem e Cávado, extinto em 31 de dezembro de 1853, data em que passou para o concelho (atual município) de Amares.

## «Caires» como patronímico
Caires também era o nome de uma família tradicional portuguesa, detentora de títulos da coroa portuguesa, a qual se expandiu para o Brasil, por ocasião da participação dos madeirenses na colonização do Brasil. 
Segundo, Cónego Fernando de Meneses Vaz, na sua obra historiográfica madeirense «Famílias da Madeira e Porto Santo»,  «Constantino de Caires» é o mais antigo nome conhecido dentre os madeirenses que foram para o Brasil no período inicial da sua colonização.
No entanto, é provável que outros o tenham precedido, pois que o Papa Leão X, pela sua bula de 1514, fizera sufragâneas do bispado do Funchal as “partes do Brasil”.